# Монро (газове родовище)
Монро (англ. Monroe) — газове родовище у штаті Луїзіана (США). 

## Опис
Входить до нафтогазоносного басейну Мексиканської затоки. Запаси 260 млрд м3. Сім покладів; 2800 свердловин. Річний видобуток наприкінці XX століття — 1,5 млрд м3.